# Kriegerdenkmal Küsel

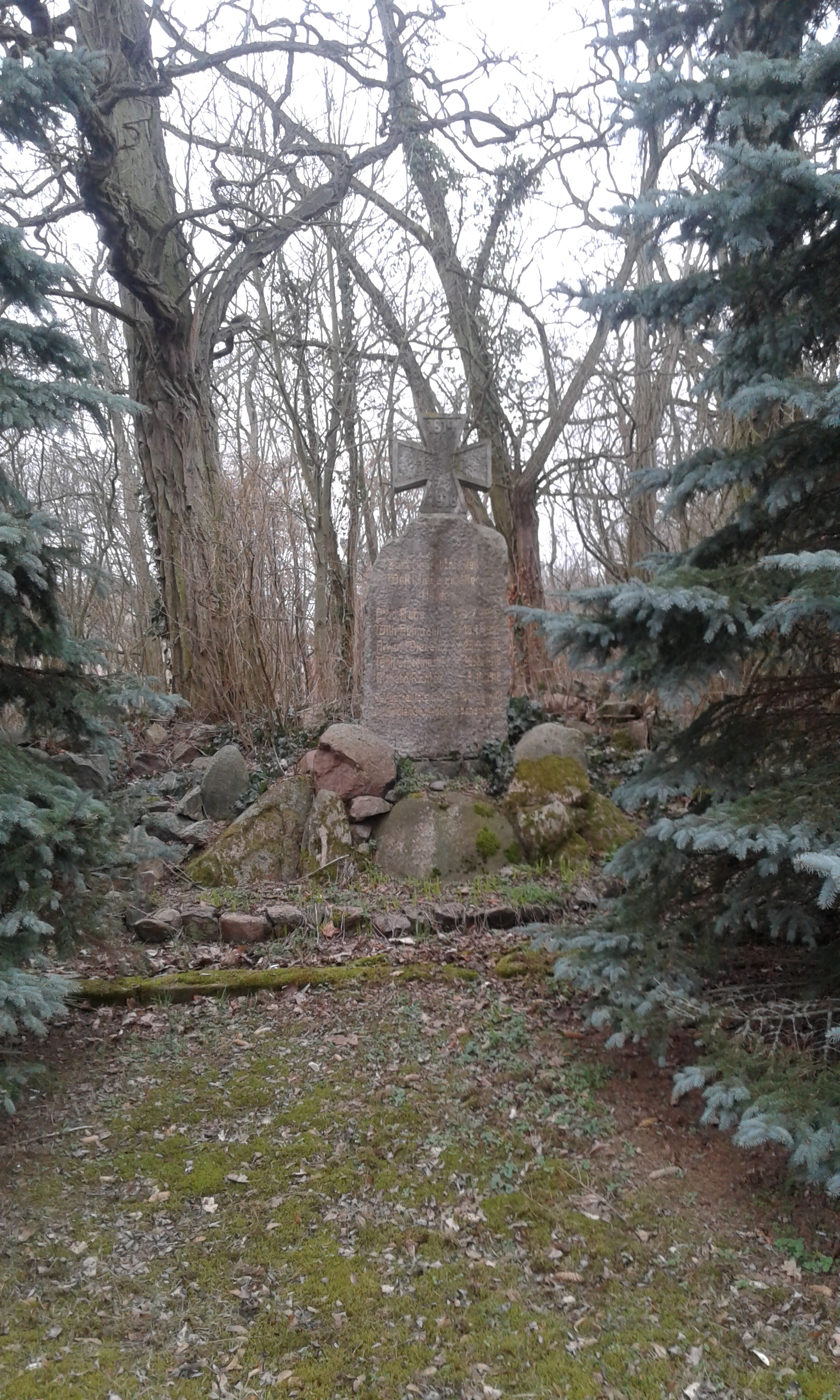
Kriegerdenkmal in Küsel

Das Kriegerdenkmal Küsel ist ein denkmalgeschütztes Kriegerdenkmal in der Ortschaft Küsel der Stadt Möckern in Sachsen-Anhalt. Im örtlichen Denkmalverzeichnis ist das Kriegerdenkmal unter der Erfassungsnummer 094 71303 als Baudenkmal verzeichnet.

## Gestaltung
Es handelt sich um einen Feldstein mit einem aufgesetzten Eisernen Kreuz. Das Kriegerdenkmal wurde für die Gefallenen des Ersten Weltkrieges errichtet. Die Namen wurde mit goldener Farbe in der Inschriftentafel eingearbeitet.

## Inschriften
Zum Gedächtnis den

im Weltkriege gefallenen

Helden.
- Grützmacher, Wilhelm
- Hohmann, Wilhelm
- Rabe, Otto
- Richter, Richard
- Wiegand, Alwin

Sei getreu bis in den Tod,

so will ich dir die Krone des Lebens geben

## Quelle
- Gefallenen Denkmal Küsel Online, abgerufen am 14. Juni 2017.